# Просвет (Кетовский район)
Просвет — село в Кетовском районе Курганской области. Административный центр Просветского сельсовета.

## География
Расположено в лесах в центре области, в 1,5 км от правого берега реки Ик, в 20 км к северо-западу от Кургана и в 30 км от Кетово.
В селе находится ж.-д. станция Просвет (ЮУЖД) на линии Екатеринбург — Курган. Село разделено железной дорогой на северную и южную части, соединённые единственным переездом через ж.-д. пути на востоке села.
На севере вблизи села проходит автодорога Р354 Екатеринбург — Курган, имеется дорога от неё к селу и далее на юг к селу Введенское (выход на автодорогу Р254 Челябинск — Новосибирск).
В состав села входят находящиеся в 2-3 км к востоку посёлки Казарма 338 км, СНТ Дружба, СНТ Черёмушки, СНТ Зелёный Ик.
Реестр улиц
- Архипова, Железнодорожная, Заводская, Западная, Западный пер., Лесная, Новая, Пионерская, Садовая, Северный пер., Сиреневая, Советская, Сосновая, Сосновый пер., Станционная, Строителей пер., Трубный пер., Уральская, Школьная, Южная[2].

## Население
| 1989 | 2002  | 2010  |
| ---- | ----- | ----- |
| 2548 | ↗3029 | ↗3149 |

По данным муниципальной статистической службы, на начало 2018 года в селе проживали 3338 человек (871 дворов).

## Инфраструктура
В посёлке действуют железнодорожный вокзал, основная общеобразовательная школа, детский сад, дом культуры, библиотека, ФАП, магазины, исправительная колония общего режима ИК-2 (ОФ-73/2).
В исправительной колонии налажено производство хлеба и мучных кондитерских изделий.
До села можно доехать на автобусе №139 Курган - Иковка